# أبريل رودريغيز
أبريل رودريغيز (بالإسبانية: Abril Rodríguez)‏ هي متسابقة ملكة الجمال مكسيكية، ولدت في 21 نوفمبر 1986 في سالتيو في المكسيك.